# María Escudero Escribano
Maria Escudero Escribano (Cáceres, 1983) és enginyera química per la Universitat d'Extremadura i Doctora en Química per la Universitat Autònoma de Madrid. Des de 2022 és professora ICREA a l'Institut Català de Nanociència i Nanotecnologia.

## Trajectòria
Durant el seu doctorat, fou becària de la Residència d'Estudiants i va dur a terme estades d'investigació a l'Argonne National Laboratory (Estats Units) i a la Universitat Ulm (Alemanya). El 2012 va continuar la seva formació a la Danmarks Teknise Universilet i el 2014 va rebre la beca Sapere Aude-Research Talent del Govern danès gràcies a la qual va passar dos anys a la Stanford University (Estats Units). El 2017 fou nomenada professora a la Kobenhavns Universilet, on va dirigir el grup de Nanoelectroquímica. Ha publicat el seu treball en revistes com Science, té tres patents i ha rebut nombrosos premis d´'investigació, entre ells, el Premi Jove Químic Europeu 2016 que reconeix, cada dos anys, la trajectòria dels joves investigadors europeus i es converteix en la primera espanyola en rebre aquesta distinció i el Premi Investigador Jove de la Divisió d'Energia de la Societat Americana d'Electroquímica 2018. També el 2018 va rebre el Premi Fundació Princesa de Girona en Investigació Científica.
El 2022 va començar a treballar com a Professora ICREA a l'Institut Català de Nanociència i Nanotecnologia, liderant el projecte NanoESC Lab.

## Recerca
La Doctora Escudero investiga nous materials que, a partir de reaccions electroquímiques, ens permetin obtenir energia neta i produir compostos químics i combustibles sostenibles. El seu principal objectiu és dissenyar i optimitzar el lloc actiu de catalitzadors per a reaccions d'interès en dispositius de conversió d'energia com les piles de combustible i els electrolitzadors.

## Premis i reconeixements
- 2014 - Sapere Aude - beca de recerca[8]
- 2016 - European Chemical Society (EuChemS) Premi Young Chemist Award[9]
- 2016 - Young Researcher CIDETEC Award[10]
- 2018 - American Electrochemical Society Energy Technology Division Young Investigator Award[11]
- 2018 - Hyundai Young Series Talent Out of Series Award
- 2018 - Premi a la investigació científica de la Fundació Princesa de Girona
- 2019 - Premi Clara Immerwahr, atorgat per UniSysCat
- 2019 - Premi a la recerca jove de la Reial Acadèmia Espanyola de Química[12]
- 2019 - Nature Research Award per Inspiring Science Finalist
- 2021 - Journal of Materials Chemistry Lecturer[13]